# Берёзовка (Ивановский район)
В Амурской области в Зейском районе тоже есть село Берёзовка.
Берёзовка, Березо́вка — село в Ивановском районе Амурской области России. Образует Березовский сельсовет.
Основано в 1880 году. Названо от расположенной рядом берёзовой рощи.

## География
Село Березовка стоит примерно в 10 км от левого берега реки Зея.
Село Березовка расположено в 27 км к северу от районного центра Ивановского района села Ивановка.
Через село проходит автодорога областного значения Благовещенск — Белогорск и линия ЗабЖД Благовещенск — Белогорск.
От села Берёзовка на юго-запад идёт дорога к селу Петропавловка и к железнодорожному мосту через Зею, на север — к селу Семиозёрка.

## Население
| 2002  | 2010  | 2012  | 2013  | 2014  | 2015  | 2016  |
| ----- | ----- | ----- | ----- | ----- | ----- | ----- |
| 3593  | ↘3435 | ↘3433 | ↘3324 | ↘3172 | ↘3133 | ↘3096 |
| 2017  | 2018  | 2021  |       |       |       |       |
| ↗3111 | ↗3139 | ↘2841 |       |       |       |       |

## Инфраструктура
- Станция Березовский-Восточный Забайкальской железной дороги;
- Зерновой элеватор[12];
- В селе и его окрестностях располагались воинские части Краснознамённого Дальневосточного военного округа (в основном ликвидированы или переведены в другие местности): 38-й реактивный артполк (30726), разведывательный артполк (59245), 1983-й отдельный инженерно-сапёрный батальон (20684) и др.[13]

## Известные жители и уроженцы
В Берёзовке проживал и в 1996 году окончил Березовскую среднюю школу Герой Российской Федерации (2014) Анатолий Владимирович Чепига.